# Comité de Salut Public (Luxemburg)
Het Comité de Salut Public (Nederlands: Comité voor Openbare Veiligheid) werd op 9 januari 1919 opgericht door Luxemburgse republikeinen als voorlopige regering.

## Voorspel
Tijdens de Eerste Wereldoorlog was het Groothertogdom Luxemburg bezet door Duitse troepen. De groothertogin, Maria Adelheid, werkte nauw samen met de Duitse bezetter. Op 9 november 1918, na de Duitse wapenstilstand te Compiègne (Frankrijk) vormden Luxemburgse Bolsjewieken in Luxemburg-Stad een sovjet, bestaande uit: Aloys Kaiser, Émile Mark en Jean Schaak en maakten plannen voor de instelling van een socialistische republiek. Na vier uur kwam er echter al een einde aan de sovjet. Een soortgelijke situatie herhaalde zich op 11 november in Esch-sur-Alzette, waar ook een sovjet werd opgericht, bestaande uit: Pierre Kappweiler, Jacques Tillmany en Pierre Schaak. Ook deze sovjet maakte plannen voor de oprichting van een socialistische republiek, maar net als de sovjet van Luxemburg-Stad, hield ook deze sovjet het nog geen dag uit.
Echter, niet alleen extreemlinks bleek voorstander van een republiek, ook het voornaamste deel der liberalen en sociaaldemocratische parlementsleden bleken teleurgesteld in de monarchie en wensten de instelling van de republiek. Het Kamerlid August Thorn stelde op 12 november de Kamer van Afgevaardigden namens de liberalen en sociaaldemocraten in kennis dat men een referendum wenste omtrent de vraag of de monarchie moest worden gehandhaafd. Op 6 december maakten de Ligue Libérale (Liberale Liga, LL) en de Sozialdemokratesch Partei vu Lëtzebuerg (Sociaaldemocratische Partij van Luxemburg, SPL) via aanplakbiljetten bekend dat zij voorstanders waren van een republiek. De Parti de la Droite (Rechtse Partij, PD, de rooms-katholieken) waren echter tegen, evenals enkele partijloze liberalen. De Volkspartij had al eerder aangegeven geen partij te zullen kiezen en de uitslag van het referendum af te wachten.
Naar echter bleek waren enkele liberalen slechts voorstander van een "tijdelijke republiek" die zich later zou moeten aansluiten bij België. Het Franse garnizoen dat in Luxemburg-Stad was gestationeerd sinds het einde van de oorlog, was in de veronderstelling dat alle republikeinse krachten aansluiting bij België ten doel hadden. Frankrijk was hier op tegen en wilde dat Luxemburg een onafhankelijk en pro-Franse staat moest worden.

## Revolutiepoging: vorming van hetComité de Salut Public
De legitieme Luxemburgse regering onder premier Émile Reuter (Parti de la Droite) stelde alles in werking om de monarchie en de onafhankelijkheid te bewaren. De premier, de overige ministers en de Franse regering vonden dat de groothertogin moest aftreden en worden vervangen door een ander lid van de groothertogelijk familie. Daarnaast moest het referendum, zoals voorgesteld door de liberalen en sociaaldemocraten, gewoon worden gehouden. Op 30 december herriep de regering de economische verdragen met Duitsland en werd besloten tot heroriëntering van de buitenlandse politiek. Uiteraard begon men zich op Frankrijk te oriënteren.
Eind december 1918 brak er een muiterij uit in de Heilige Geest Kazerne in Luxemburg-Stad. De muitende Luxemburgse militairen verjoegen de officieren en sergeant Eiffes werd tot leider van de soldatenraad gekozen. De gendarmerie maakt echter een einde aan de muiterij, maar het blijft onrustig in de hoofdstad.
Op 9 januari 1919 trad groothertogin Maria Adelheid af. De republikeinen maakten van de gelegenheid gebruik en richtten het Comité de Salut Public op. Het Comité bestond uit zowel liberalen als sociaaldemocraten. Voorzitter werd Émile Servais (liberaal), zoon van Emmanuel Servais, een oud-premier. Servais was met zijn 71 jaar niet meer de jongste. Andere leden van het Comité waren Robert Brasseur (liberaal), Maurice Pescatore (liberaal), Gaston Diderich (radicaal-liberaal), Émile Mark (sociaaldemocraat), Jean-Pierre Probst, Ikhausen (?) en Joseph Thorn.
Een revolutionaire menigte verzamelde zich voor het parlementsgebouw. Enkele drongen de Kamer van Afgevaardigden binnen en bezetten de publieke tribunes. Kamerlid Émile Mark (SPL) maakte de afzetting van de groothertogin bekend. De uitroeping van de republiek bleef echter uit, omdat de meeste liberale leden van het Comité de Salut Public liever voor aansluiting bij België warendan voor een onafhankelijke Luxemburgse republiek. Aan de chaotische situatie kwam al gauw een einde toen Franse troepen de volksmenigte voor het parlementsgebouw begonnen te verspreiden (10 januari). Het Comité de Salut Public werd hierna ontbonden.
Sergeant Eiffes organiseerde ten slotte nog een massademonstratie voor de kazerne van het Vrijwilligersleger. Deze demonstratie werd eveneens door de Franse troepen onderdrukt.

## Naspel
Op 16 januari 1919 volgde Prinses Charlotte van Luxemburg Maria Adelheid op als groothertogin. Op 4 mei 1919 werd het referendum omtrent de monarchie gehouden. De stemgerechtigde bevolking kon zich uitspreken vóór handhaving van de monarchie onder groothertogin Charlotte, de vervanging van groothertogin Charlotte door een ander lid van de groothertogelijke familie, de vervanging van groothertogin Charlotte door een lid van een andere dynastie óf de instelling van de republiek. De overgrote meerderheid (80%) van de bevolking bleek vóór handhaving van de monarchie onder groothertogin Charlotte. Slechts een klein deel van de bevolking bleek voor de instelling van de republiek.

## Verwijzingen
1. ↑  Tatsachen aus der Geschichte des Luxemburger Landes, door: Dr. P.J. Muller(1968), blz. 353
2. 1 2  Tatsachen aus der Geschichte des Luxemburger Landes, door: Dr. P.J. Muller(1968), blz. 357
3. ↑  Namelijk Maurice Pescatore en Robert Brasseur
4. ↑  Tatsachen aus der Geschichte des Luxemburger Landes, door: Dr. P.J. Muller(1968), blz. 358

## Bron
- Tatsachen aus der Geschichte des Luxemburger Landes, door: Dr. P.J. Muller (1968)